# Roasso Kumamoto
Il Roasso Kumamoto (ロアッソ熊本?, Roasso Kumamoto) è una società calcistica giapponese con sede a Kumamoto, la capitale della Prefettura di Kumamoto. Milita in J2 League, seconda divisione del campionato di calcio giapponese. 

## Storia
Il club fu fondato come Nippon Telegraph and Telephone Corporation Kumamoto Soccer Club nel 1969. 
Nel 1983, la squadra ottenne la promozione al campionato regionale del Kyushu e due anni dopo, quando la compagnia telefonica Nippon Telegraph and Telephone fu privatizzata, fu ridenominata NTT Kyushu Soccer Club. Nel 2001, cambiò ulteriormente denominazione in NTT West Kumamoto Soccer Club poiché la società fu scissa in NTT West e NTT East.
Il club fu promosso in Japan Football League nel 2001, classificandosi all'ottavo nella stagione del debutto nella terza serie del campionato giapponese. Nel 2002, all'indomani della cessione delle quote societarie detenute dalla Nippon Telegraph and Telephone, la squadra cambiò denominazione in Alouette Kumamoto. Alouette è una parola francese che significa allodola, l'uccello simbolo della Prefettura di Kumamoto. Il club arrivò 17° al termine della stagione, retrocedendo nel campionato del Kyushu.
Nel 2005, assunse denominazione Rosso Kumamoto e, dopo aver vinto il campionato regionale ed essere arrivato terzo nei play-off, ottenne la promozione in JFL.
Divenne poi membro associato della J League e ciò permise, grazie anche al secondo posto in campionato del 2007, di essere promosso in J. League Division 2.
Il Rosso cambiò nome in Roasso Kumamoto il 1º gennaio 2008: roasso è un portmanteau tra le parole italiane rosso e asso.
Nel 2018, retrocesse in J3 League per effetto del penultimo posto in classifica, risalendo in seconda divisione al termine della stagione 2021.

## Palmarès

### Competizioni nazionali
- J3 League: 1

2021

### Altri piazzamenti
- Coppa dell'Imperatore:

Semifinalista: 2023

## Organico

### Rosa 2024
Rosa e numerazione aggiornate al 29 agosto 2024.
| N. |                          | Ruolo | Calciatore                 |
| -- | ------------------------ | ----- | -------------------------- |
| 1  | Giappone (bandiera)      | P     | Ryūga Tashiro              |
| 2  | Giappone (bandiera)      | D     | Kōhei Kuroki               |
| 3  | Giappone (bandiera)      | C     | Ryōtarō Ōnishi             |
| 4  | Giappone (bandiera)      | C     | Itto Fujita                |
| 5  | Giappone (bandiera)      | D     | Kaito Abe                  |
| 7  | Giappone (bandiera)      | C     | Yūhi Takemoto              |
| 8  | Giappone (bandiera)      | C     | Shūhei Kamimura (capitano) |
| 9  | Giappone (bandiera)      | D     | Yūki Ōmoto                 |
| 10 | Giappone (bandiera)      | C     | Shun Itō                   |
| 11 | Corea del Sud (bandiera) | A     | Bae Jeong-min              |
| 13 | Giappone (bandiera)      | D     | Wataru Iwashita            |
| 15 | Giappone (bandiera)      | C     | Shōhei Mishima             |
| 16 | Giappone (bandiera)      | A     | Rimu Matsuoka              |
| 17 | Giappone (bandiera)      | C     | Kōya Fujii                 |

| N. |                     | Ruolo | Calciatore          |
| -- | ------------------- | ----- | ------------------- |
| 18 | Giappone (bandiera) | A     | Daichi Ishikawa     |
| 19 | Giappone (bandiera) | C     | Chihiro Konagaya    |
| 20 | Giappone (bandiera) | A     | Shun Ōsaki          |
| 21 | Giappone (bandiera) | C     | Ayumu Toyoda        |
| 23 | Giappone (bandiera) | P     | Yūya Satō           |
| 24 | Giappone (bandiera) | C     | Takuro Ezaki        |
| 28 | Giappone (bandiera) | A     | Keito Kumashiro     |
| 30 | Giappone (bandiera) | C     | Tatsuki Higashiyama |
| 31 | Giappone (bandiera) | P     | Shibuki Satō        |
| 38 | Giappone (bandiera) | D     | Yamato Okada        |
| 41 | Giappone (bandiera) | P     | Tetsuhiro Miyamoto  |
| 42 | Giappone (bandiera) | P     | Tomoki Uemura       |
| 48 | Giappone (bandiera) | A     | Shōji Tōyama        |